# Kamienica przy Rynku Zygmunta Augusta 8 w Augustowie
Kamienica przy Rynku Zygmunta Augusta 8 – zabytkowa kamienica w Augustowie.
Kamienica położona jest w centrum Augustowa przy Rynku Zygmunta Augusta 8. Kamienica została wybudowana w 1896 przez kupca grodzieńskiego Margolisa. W budynku tradycyjnie mieściła się apteka. W początkach XX w. oraz w dwudziestoleciu międzywojennym funkcjonowała apteka Stanisława Stankiewicza. Po II wojnie światowej apteka została upaństwowiona, zaś po 1989 ponownie sprywatyzowana. W 1987 obiekt został wpisany do rejestru zabytków. Oprócz apteki w budynku są lokale mieszkalne.